# Intel 80386

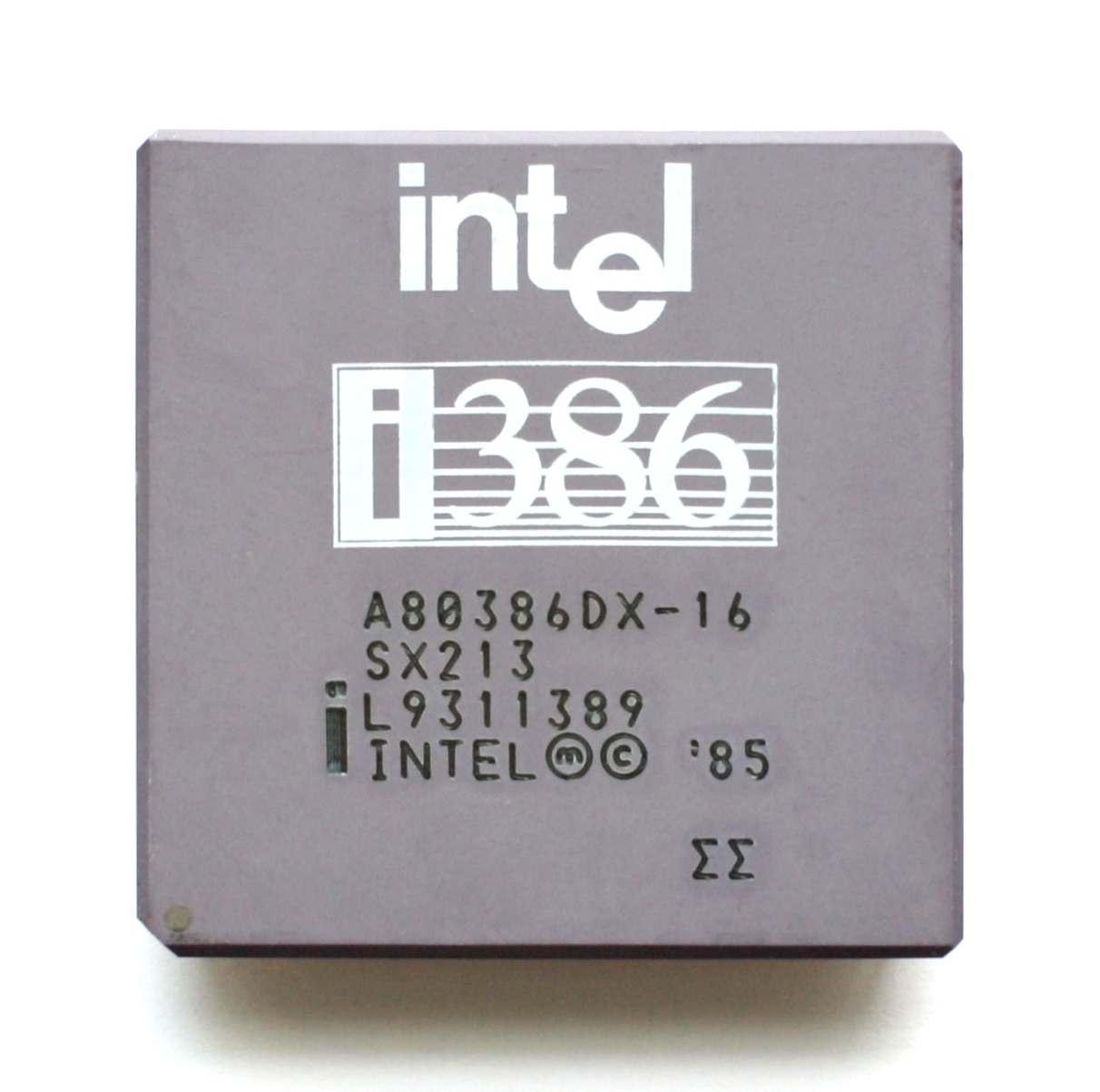
Procesor Intel i386DX, 16 MHz

Intel 80386 – 32-bitowy procesor opracowany przez firmę Intel, zaprezentowany w 1985 roku. Później odpowiedniki tego procesora produkowały również firmy AMD oraz Cyrix (VIA).
Był to pierwszy 32-bitowy procesor z rodziny x86. Architektura tego procesora została opracowana zanim Intel wprowadził na rynek procesory poprzedniej serii 286, jednak procesor był zbyt skomplikowany, aby go w tamtym czasie wyprodukować.
Podstawowa wersja układu 80386 (oznaczona później symbolem DX) charakteryzowała się 32-bitową magistralą adresową oraz 32-bitową magistralą danych. Procesor ten wymagał więc, aby komponenty płyty głównej również działały w architekturze 32-bitowej. Z tego powodu, a także z braku konkurencji, procesory 386 były bardzo drogie.
Procesor 80386 w stosunku do poprzednich przedstawicieli rodziny x86 posiada rozszerzone do 32-bitów rejestry ogólnego przeznaczenia (w stosunku do wersji 16-bitowych dodano do nazwy przedrostek „E”: EAX, EBX, ECX, EDX, EBP, ESI, EDI, ESP), rejestr EIP (IP – ang. Instruction Pointer – wskaźnik bieżącej instrukcji) oraz rejestr flagowy EFLAGS. W procesorze dodano także rejestry kontrolne CRx.
386 otrzymał również nowe tryby adresowania i w odróżnieniu od wersji poprzednich, rejestry ogólnego przeznaczenia mogły być używane niemalże dowolnie. Pozostało jednak użycie rejestru ECX do obsługi pętli, oraz par rejestrów DS:ESI oraz ES:EDI w instrukcjach łańcuchowych.
Procesor 80386 może pracować w trzech trybach: rzeczywistym, chronionym i wirtualnym. W 32-bitowym trybie chronionym, procesor 386 może adresować liniowo do 4 GB pamięci. W stosunku do 80286 usprawniono przełączanie trybów. W 80286 powrót z trybu chronionego do rzeczywistego wiązał się z koniecznością resetu procesora, co trwało dosyć długo. W 80386 powrót nie wymaga resetu procesora i z tego powodu jest o wiele szybszy.
Istotną zmianą było dodanie do procesora jednostki MMU, która pozwalała na swobodne kształtowanie mapy pamięci. Przez długi czas możliwości te były wykorzystywane przez oprogramowanie jedynie minimalnie.
80386 mógł współpracować z koprocesorem 80387 (w pierwszych modelach komputerów stosowano też czasem 80287). Istniał także koprocesor 3167 opracowany przez firmę Weitek, o znacząco większej mocy obliczeniowej. Tylko wybrane programy potrafiły z niego skorzystać.

## i386SX

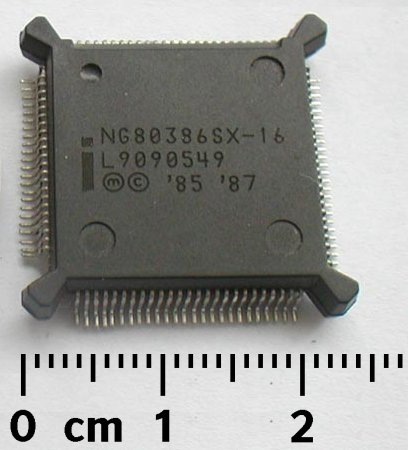
Intel 386SX 16 MHz i jego konkurent (niżej)

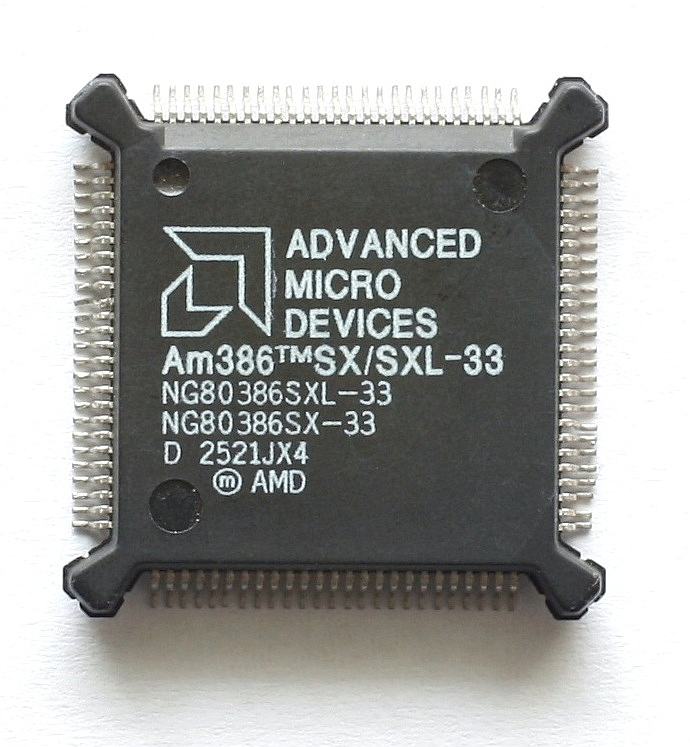
Procesor AMD 386SX 33 MHz

W późniejszym czasie, pod naciskiem konkurencji ze strony AMD i Cyrixa, Intel wprowadził nowy model – tańszą wersję, i386SX z ograniczoną do 24 bitów magistralą adresową i do 16 bitów magistralą danych. Wewnętrznie procesory były całkowicie zgodne, jednak SX był dużo tańszy i mógł współpracować z tańszymi płytami głównymi. Niższe były też zwykle prędkości zegara komputerów wyposażonych w 386SX.

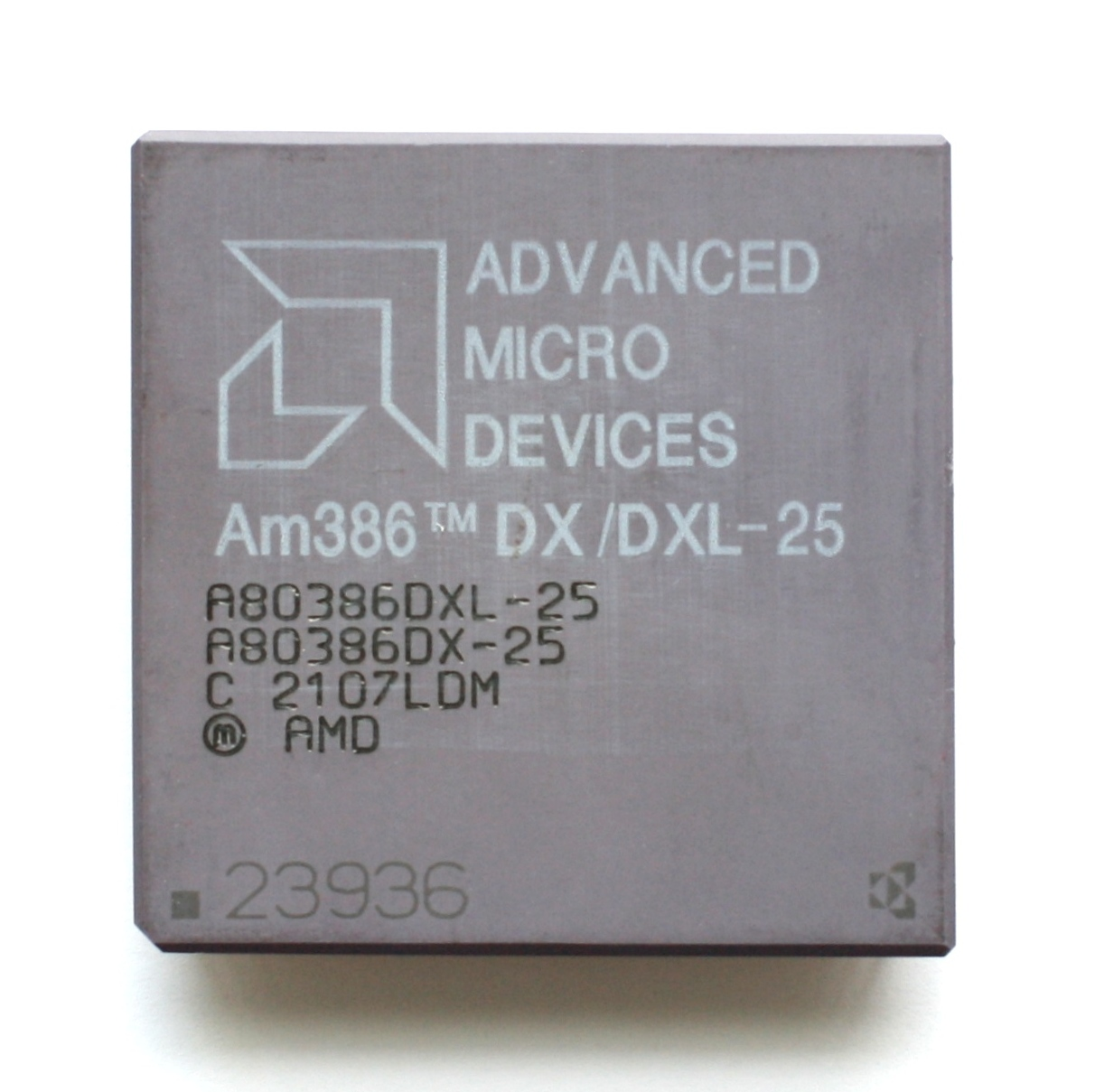
AMD 386DX 25 MHz

W związku z udostępnieniem tego okrojonego układu, wersje w pełni 32-bitowe oznaczono symbolem DX.
Procesory 386 w tej wersji nie były dużo szybsze niż 286. Pełna zgodność z 32-bitowym 386DX była zaletą, jednak w tamtych czasach i tak większość oprogramowania nie była w stanie tego wykorzystać.

## Cyrix 486DLC i Cyrix 487SLC
Pod koniec sprzedaży komputerów opartych na płytach z procesorami 80386 firma Cyrix wyprodukowała dwa procesory – 486DLC i 486SLC, które można było instalować w gniazdach procesorów odpowiednio 80386DX i SX. Procesory posiadały m.in. 1 kB wewnętrznego cache i znacznie szybciej od układów 386 wykonywały wybrane instrukcje. Powstał także koprocesor Cyrix 487SLC/DLC przeznaczony do współpracy z nimi (o nieco większej mocy obliczeniowej niż oryginalne odpowiedniki Intela). Wybrane komputery można było uaktualnić poprzez wymianę procesora. Powstał także układ 486DLC2 o zegarze 40/80 MHz, który jednak był rzadko spotykany. W momencie pojawienia się na rynku układów DLC/SLC na rynku królowały już głównie komputery oparte na różnych wersjach i486. Z uwagi jednak na zgodność z płytami 386 układy Cyrixa można w pewnym sensie uznać za przedstawicieli rodziny 386.

## Inni producenci
Inne kraje opracowały – chociaż znacznie później własne procesory analogiczne do 386. Np. 1875ВД2Т który jest odpowiednikiem 80386ЕХТВ25.

## Procesor konkurencyjny w IBM PC
80386 nie był jedynym procesorem projektowanym dla komputerów zgodnych z IBM PC. IBM wówczas opracował już własny procesor Micro/370 i w 1986 był bliski wprowadzenia na rynek. Dla IBM specjalizującego się wówczas i obecnie głównie w komputerach, nazywanych dzisiaj mainframe opracowanie Micro/370 pozwalało sprzedawać komputery IBM PC zgodne z oprogramowaniem pracującym do dziś na mainframe. Sam Micro/370 był zupełnie inną architekturą od x86, zgodną z szynami i pinami procesora Motorola 68000. Był on rozwinięciem dość wolnych, ale pozwalających znacznie taniej uruchamiać oprogramowanie dla IBM System/370, kart do XT/370 opartych na zmodyfikowanym procesorze MC68000.